# ロボッツ
『ロボッツ』（Robots）は、20世紀フォックス社製作のアニメーション映画。アメリカでは2005年3月11日から、日本では2005年7月30日から公開。日本語公開版は環境省推奨映画。

## あらすじ
物語の舞台はロボットだけが暮らす世界。この世界のロボットたちは赤ちゃん型から始まって、徐々にパーツを換装し、子供から大人へと成長していく。
コッパーボトム夫妻の下に生まれたロドニーは、生まれたときから親族のお下がりパーツばかりで、父親の勤めている料理店の意地悪な店主にもバカにされていたが、「外見が何で作られていても、誰もが輝くことができる」という発明家ビッグウェルド博士の言葉に感銘を受け、発明家を志すようになった。大人に成長したロドニーは、立派な発明家になるべく大企業ビッグウェルド・インダストリーのある大都会、ロボット・シティへと向かう。
しかしビッグウェルド・インダストリーでは既にビッグウェルドはお払い箱になっており、アップグレード推進派のフィニース・Ｔ・ラチェットが実権を握っていた。さらにラチェットはアップグレードしない中古ロボットを全て解体・廃棄（死刑）するという恐るべき陰謀を推し進めていた。
ロドニーは陰謀を食い止めるべく、行方不明となったビッグウェルド博士を探すために中古ロボット集団「ラスティース」のメンバーたちと共に動き出す。

## キャスト
| 役名                               | 英語版声優                     | 日本語吹き替え |
| ---------------------------------- | ------------------------------ | --- |
| ロドニー・コッパーボトム           | ユアン・マクレガー             | 草彅剛 |
| フェンダー                         | ロビン・ウィリアムズ           | 山寺宏一 |
| ビッグウェルド博士                 | メル・ブルックス               | 西田敏行 |
| キャビィー                         | ハル・ベリー                   | 矢田亜希子 |
| フィニース・Ｔ・ラチェット         | グレッグ・キニア               | 内田直哉 |
| パイパー                           | アマンダ・バインズ             | 増田ゆき |
| クランク・ケイシー                 | ドリュー・キャリー             | 野島昭生 |
| マダム・ガスケット                 | ジム・ブロードベント           | 青野武 |
| ファンおばさん                     | ジェニファー・クーリッジ       | 堀越真己 |
| ラグ                               | ハーランド・ウィリアムズ       | 高宮俊介 |
| ディーゼル                         | クリス・ウェッジ               | |
| ハーブ・コッパーボトム             | スタンリー・トゥッチ           | 古川登志夫 |
| リディア・コッパーボトム           | ダイアン・ウィースト           | 井上喜久子 |
| ティム                             | ポール・ジアマッティ           | 三ツ矢雄二 |
| ガング                             | ダン・ヘダヤ                   | 後藤哲夫 |
| ボイスボックス                     | ジェームズ・アール・ジョーンズ | |
| ミスター・ガスケット               | ローウェル・ガンツ             | 大木民夫 |
| ジャック・ハマー                   | アラン・ローゼンバーグ         | 西村知道 |
| ロレッタ・ギアグラインダー         | ナターシャ・リオン             | 坪井木の実 |
| ロドニー・コッパーボトムの少年時代 | ユアン・マクレガー             | 内山昂輝 |
| 消火器                             | ジェイ・レノ                   | 星野充昭 |
| その他                             |                                | 花田光 山口健 飛田展男 石井隆夫 河相智哉 蓮池龍三 朝倉栄介 倉持良子 前島貴志 水落幸子 村上想太 本城雄太郎 大嶋捷稔 斎藤志郎 |

## 声スタッフ
- 監督：クリス・ウェッジ
- 共同監督：カルロス・サルダーニャ
- 製作・美術：ウィリアム・ジョイス
- 音楽：ジョン・パウエル
- 脚本：ローウェル・ガンツ、バルルー・マンデル、
- 絵コンテ - クリス・ルノー、キャレン・ディッシャー、エンリコ・カサロサ
- アートディレクター：スティーブ・マルティーノ
- 生産年 - 2003年-2005年
- 日本版主題歌：矢井田瞳「マワルソラ」
- 日本版応援ソング：関ジャニ∞「無限大」
- ヨーロッパ版主題歌：サラ・コナー「From Zero to Hero」

## ゲーム
ゲームはプレイステーション2、ニンテンドー ゲームキューブ、ゲームボーイアドバンス、ニンテンドーDSなどの機種に対応したゲームがある。

### キャスト
- ロドニー・コッパーボトム：ジェス・ハーネル
- キャピィー：グレイ・デライル
- ラチェット：ジム・メスキメン
- ファンおばさん：ジェニファー・クーリッジ
- ラグ：ハーランド・ウィリアムズ
- ハーブ・コッパーボトム：スタンリー・トゥッチ

## 同時上映
岡山県にある映画館メルパのみで、劇場版『OH!くんの反乱』が同時上映された。